# Trish Stratus
Patricia Anne Stratigeas, meglio conosciuta come Trish Stratus (Richmond Hill, 18 dicembre 1975), è una wrestler ed ex modella canadese sotto contratto con la WWE.
Dopo aver iniziato la carriera come modella, ha iniziato a lavorare per la World Wrestling Federation/Entertainment. Nel corso della sua carriera, ha vinto sette volte il Women's Championship e una volta l'Hardcore Championship. Inoltre ha vinto per tre volte il WWE Babe of the Year ed è stata proclamata "Diva of Decade" ("Diva del decennio"). Nel 2011 è stata una delle allenatrici del reality show Tough Enough.
Nel 2013 è stata introdotta nella WWE Hall of Fame all'età di 38 anni.

## Carriera

### Gli inizi
Primogenita di John e Alice, Patricia Stratigeas era una studentessa di medicina alla York University quando, a causa di uno sciopero dei professori a pochi esami dalla laurea, decide di lasciare temporaneamente gli studi e di cercare lavoro in attesa che lo sciopero finisse. Essendo stata assunta come receptionist in una famosa palestra, lì viene notata da Robert Kennedy, editore della rivista dedicata al fitness MuscleMag il quale le offrno un set per alcuni scatti professionali. La redazione rimane molto colpita dalla ragazza che finirà in copertina della sopraccitata rivista nel numero di settembre del 1998, dopo essere stata selezionata tra otto concorrenti.

### World Wrestling Federation/Entertainment (2000–presente)

#### Manager e T & A (2000–2001)
Dopo essere diventata abbastanza nota nel circuito del fitness, la World Wrestling Federation propone alla Stratigeas un contratto pluriennale. Patricia accetta e dopo aver appreso dimestichezza sul ring nella palestra di Ron Hutchison, è pronta a calcare il ring della federazione. Da quel momento in poi adotterà il ring name Trish Stratus.
La Stratigeas fece il suo debutto come heel nella puntata di Saturday Night Heat del 19 marzo 2000, con il nome di Trish Stratus. Apparve sullo stage dove volse le sue attenzioni su Test e Prince Albert. La notte seguente a Raw, la Stratus divenne la loro manager formando il team T & A. In quel periodo, Trish subì il suo primo bump, subendo una powerbomb sul tavolo dai Dudley Boyz a Backlash.

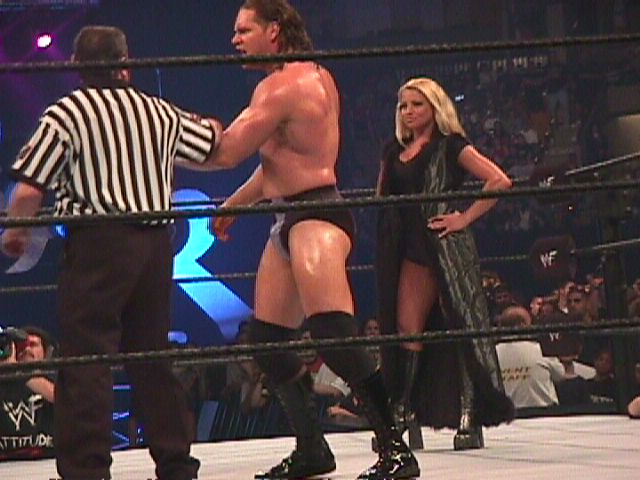
Stratus nel ruolo di manager di Val Venis durante King of the Ring 2000

Parallelamente, divenne la manager di Val Venis che vinse l'Intercontinental Championship, ma la loro alleanza si concluse a SummerSlam. La Stratus fece il suo debutto nel ring il 22 giugno a SmackDown!, insieme al team T & A sconfisse gli Hardy Boyz e Lita. Iniziò quindi una rivalità con Lita che affrontò il 24 luglio a Raw in uno strap match, vinto dalla Stratus con l'aiuto di Stephanie McMahon. Verso la fine dell'anno lottò molte volte per il Women's Championship, e si separò da Test e Albert dopo che il loro team si sciolse.
Verso l'inizio del 2001, la Stratus fu coinvolta in un angle con il chairman della federazione, Vince McMahon, nel periodo in cui secondo la storyline, Linda McMahon, moglie di Vince, era all'ospedale in seguito alla richiesta di divorzio del marito durante la puntata di SmackDown! del 7 dicembre 2000. La relazione tra McMahon e la Stratus fece arrabbiare la figlia di lui, Stephanie McMahon. A No Way Out, Stephanie sconfisse la Stratus, grazie all'aiuto di William Regal. La sera successiva a Raw is War, durante un tag team match tra la coppia formata da Trish Stratus e Vince McMahon contro quella formata da Stephanie McMahon e William Regal, McMahon tradì Trish e permise a Regal di colpirla con la Regal Cutter, il quale posizionò Stephanie sopra la Stratus per vincere il match. McMahon disse poi alla Stratus di averla usata come un "giocattolo" con il quale "si era stancato di giocare". L'angle continuò la settimana successiva a Raw is War, dove McMahon forzò la Stratus a spogliarsi nel ring e ad abbaiare come un cane. La storyline si concluse a WrestleMania X-Seven, quando la Stratus diede uno schiaffo a McMahon durante il match contro suo figlio Shane, diventando una beniamina del pubblico.

#### Women's Champion (2001–2002)

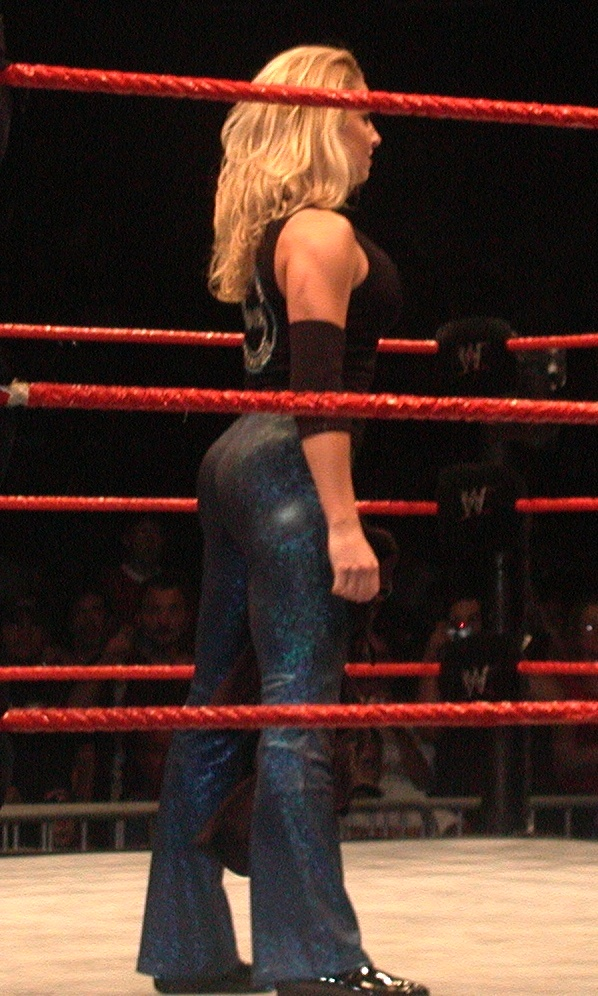
Trish Stratus in un house show di Raw nel 2002

La WWF era coinvolta nel fenomeno della Invasion, dove una alleanza formata dai wrestler della World Championship Wrestling e della Extreme Championship Wrestling aveva intenzione di soppiantare la World Wrestling Federation. Data la situazione, Trish Stratus decise di unire le forze con la rivale Lita contro le due avversarie della alleanza, Torrie Wilson e Stacy Keibler nel primo Bra & Panties Match a coppie della storia, dove le Divas della WWF uscirono vittoriose. L'ascesa della Stratus fu interrotta da un infortunio ad una caviglia che la costrinse a prendersi alcuni mesi di pausa forzata. Durante le Survivor Series 2001, Trish batté Ivory, Mighty Molly, Jazz, Jacqueline e Lita in un Six Pack Challenge e conquistò, per la prima volta in carriera nel mondo del wrestling, il WWF Women's Championship laureandosi campionessa femminile. Nonostante un infortunio alla mano, Trish difese il titolo dall'assalto di Jazz a WWE Royal Rumble ma fu costretta a piegarsi alla lottatrice di colore il 4 febbraio durante una puntata di RAW dove Jazz vinse match e titolo, l'ex campionessa ottenne una rivincita per WrestleMania X8 in un Triple Threat Match nel quale partecipò anche Lita: Jazz si aggiudicò la contesa. Il 6 maggio, sfruttando la regola del 24/7, Trish schienò Crash Holly laureandosi campionessa Hardcore; la gioia durò pochi istanti a causa di un improvviso schienamento da parte di Steven Richards che strappò la cintura Hardcore alla Stratus. La vita della Stratus rimase "spoglia" per pochissimo tempo, conquistò per la seconda volta il titolo femminile il 13 maggio a RAW davanti al pubblico di Toronto, la sua città di residenza.

#### Varie faide e regni titolati (2002–2005)
Agli inizi di giugno, Molly Holly ottenne una title-shot per il titolo femminile dopo aver sconfitto Trish Stratus in match senza il titolo in palio. Nonostante il pericolo Molly nelle vicinanze, Trish combatté contro Victoria che batté la campionessa con l'inganno. Nel frattempo, la rivalità con Molly Holly non era conclusa dato che la cugina di Hardcore Holly e Crash poteva ancora affrontare la campionessa in un match valido per il titolo, che decise di affrontare a King of the Ring: prevalse su Stratus e vinse il titolo massimo della categoria femminile. Ad Unforgiven Trish sconfisse Molly Holly e conquistò il titolo femminile per la terza volta. Iniziò poi un angle con Victoria, la quale non lasciò nemmeno un attimo di tregua alla bionda canadese. Il 7 ottobre durante un Bra & Panties match contro Stacy Keybler, Victoria attaccò Trish interrompendo bruscamente il match. Le due si sfidarono prima a No Mercy dove Trish mantenne il titolo e poi a WWE Survivor Series 2002 in un Hardcore Match: questa volta la mora californiana vinse il titolo femminile. La rivincita è fissata per Armageddon in un Triple Threat Match in cui lottò anche Jacqueline, ma al pay-per-view Victoria difese il titolo. La bacheca di Trish Stratus venne arricchita dal riconoscimento di "Diva of the Decade", ovvero Diva più importante del decennio. Il feud con Victoria continua in modo parallelo con quello aperto con Jazz ma entrambi collisero in un Triple Threat Match a WrestleMania XIX dove Trish Stratus diventò campionessa femminile per la quarta volta in carriera. La gioia dura un mese, poiché a Backlash Jazz le tolse il titolo. La Stratus, dopo aver perso un'occasione per vincere il titolo femminile, vide un periodo buio e privo di soddisfazioni che finirà ad Unforgiven quando sconfisse la coppia formata da Gail Kim e Molly Holly battendosi con Lita.

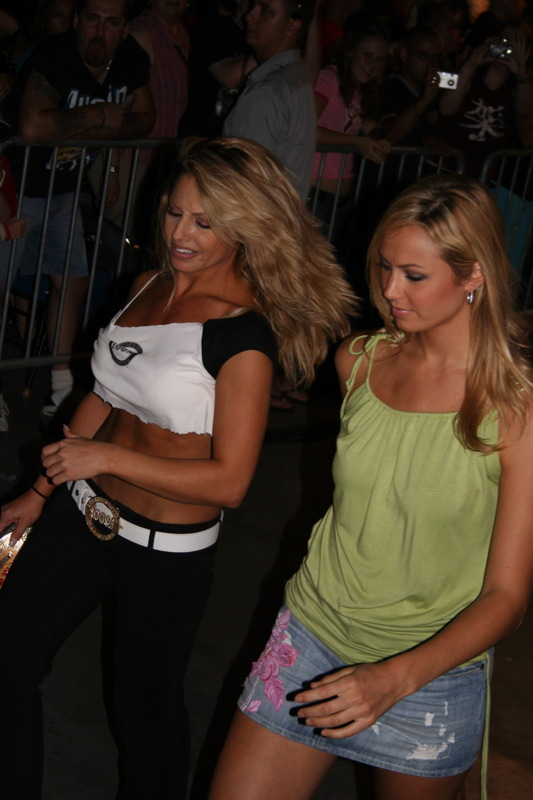
Trish Stratus (a sinistra) con Stacy Keibler

Nell'ottobre 2003 iniziò il triangolo amoroso tra Trish, Chris Jericho e Christian.
Tutto cominciò quando Chris Jericho salvò Trish da un attacco da parte di Victoria e Steven Richards così i due cominciarono una relazione, contemporaneamente, il compagno di tag team di Jericho, Christian, stava corteggiando Lita.
Durante gli show Trish e Chris Jericho cominciarono col combattere insieme, ma l'avvio di questa probabile relazione finì quando Trish origliò un discorso tra Chris e Christian nello spogliatoio i quali parlavano di una scommessa su chi dei due riuscisse a portarsi a letto la propria "preda", ovviamente Trish e Lita andarono su tutte le furie così fu sancito un "Battle of Sexes" ad Armageddon nel quale Lita e Trish Stratus unirono di nuovo le forze per affrontare il team formato da Christian e Chris Jerico.
Il match fu vinto dal team maschile, ma durante l'incontro Jericho chiese scusa a Trish Stratus molte volte e lo stesso fece durante il re-match svoltosi durante il RAW successivo.
Date le numerose richieste di perdono da parte di Jericho, Trish si convinse del fatto che egli era veramente dispiaciuto e i due cominciarono a riavvicinarsi di nuovo cosa che fece ingelosire Christian il quale chiese un match per WrestleMania XX contro l'ex amico Jericho.
Nel corso del match tra i due al Grand-daddy of 'em all, Trish irruppe nel ring colpendo Jericho permettendo la vittoria a Christian, ma, quando tutto sembrava un equivoco, Trish schiaffeggiò ancora una volta Jericho e se ne andò dal ring mano nella mano con Christian compiendo così un clamoroso Turn Heel..
La loro unione continuò per molti mesi; il loro atteggiamento di superiorità, spinse Jericho alla vendetta, che egli ottenne a Backlash, sconfiggendoli in un Handicap Match. La Stratus vinse il Women's Championship di Victoria in un Fatal Four Way Elimination Match a Bad Blood 2004, diventando la prima donna a vincere per cinque volte il titolo che mantenne per 6 mesi, stabilendo un nuovo record di durata e sconfiggendo tutte le avversarie con astuzia e perfidia. La Stratus difese il suo titolo contro Lita a Survivor Series dove Lita colpì Trish con una sedia rompendole il naso. Nella puntata di RAW del 6 dicembre 2004, Chris Jericho fu General Manager per una sola notte e come Main Event mise in palio il titolo di Trish Stratus contro Lita. Per la prima volta nella storia due divas hanno combattuto nel main event di uno show targato WWE. Il match durò quasi un'ora e vide Lita uscire come vincitrice. La WWE considera classifica l'incontro al 45º posto dei 50 migliori match mai combattuti a RAW e la stessa Stratus considera questo come il suo secondo miglior incontro della sua carriera dopo quello contro Mickie James a WrestleMania 22.
Tuttavia la Stratus riconquistò il titolo battendo Lita il 9 gennaio a New Year's Revolution; nel corso del match va però sottolineato che Lita soffrì di un grave infortunio, il che rese tutto più facile per la soddisfazione della bionda canadese. La Stratus iniziò presto a combattere contro la vincitrice del Diva Search Christy Hemme, mostrando tutta la sua superiorità e sconfiggendola con assoluta autorità a Wrestlemania 21, nonostante la Hemme fosse accompagnata da Lita. Nel maggio 2005 Trish soffrì di ernia del disco dopo che Viscera la infortunò con un "big splash".

#### Ultime faide e ritiro (2005–2006)

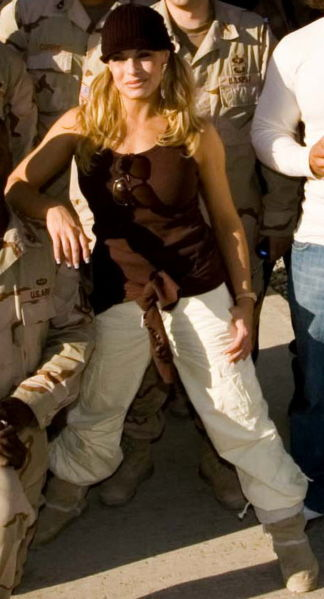
Trish Stratus in Afghanistan nel dicembre del 2005

Trish ritornò a Settembre al fianco di Ashley Massaro turnando face contro le "Vince's Devils". Nel corso di un combattimento fu salvata dalla debuttante Mickie James, che si presentò come grandissima fan di Trish. La ragazza sembra avere molta stima della Stratus permettendo la vittoria alla canadese diverse volte: durante un "Fulfill Your Fantasy" Diva Battle Royal per il Women's Championship a Taboo Tuesday, dove Mickie James sacrificò sé stessa per permettere la vittoria di Trish e a Survivor Series dove la Stratus vinse nuovamente con l'aiuto di Mickie James contro la divas di SmackDown Melina. Le due cominciarono a combattere insieme, ma la ragazza continua ad essere sempre più ossessionata e possessiva nei confronti di Trish arrivando al punto di baciarla in un momento di distrazione da parte della canadese durante la puntata di RAW del 26 dicembre con la scusa del vischio.
La coppia andò comunque avanti nel 2006 anche se Stratus dovette difendere il titolo in un match contro la James a New Year's Revolution. Sconfitta, Mickie James si sfogò su Ashley Massaro, presa anche da gelosia. Le due combatterono ancora insieme a Saturday Night's Main Event sconfiggendo Candice Michelle e Victoria. A fine match James colpì con due mosse finali Trish, le due si affrontarono per la cintura a WrestleMania 22 dove Trish fu sconfitta. Stratus e James combatterono contro per tutto il mese di aprile e Mickie James iniziò a vestire come Trish. Il 17 aprile fu la Stratus a travestirsi come Mickie per confonderla. Le rivali combatterono a Backlash dove Trish vinse per squalifica ma si slogò la spalla. Dopo sei settimane di riabilitazione Trish tornò all'attacco di Mickie aiutando la neo-arrivata Beth Phoenix fino a che la ragazza non si ruppe una gamba. Stratus tornò sul ring a giugno unendo le forze con Carlito contro Melina e Johnny Nitro. Stratus e Carlito li sconfissero a Saturday Night's Main Event in un Mixed Tag Match. I due iniziarono una relazione e il loro primo bacio fu registrato dalle telecamere il 7 agosto, con grande sorpresa di Carlito. I due combatterono insieme anche contro Edge e Lita.
Durante il mese di agosto, Lita (all'epoca campionessa femminile) fece trapelare la notizia dell'imminente ritiro di Trish. La canadese confermò la notizia e annunciò che ad Unforgiven avrebbe combattuto il suo ultimo match. La motivazione principale per questo gesto stava nella volontà di convolare a nozze, con il quale aveva un rapporto sin dai tempi del liceo, e di vivere con lui una vita dai ritmi più sostenibili, cosa impossibile continuando lavorare nella WWE. Il matrimonio venne celebrato il 1º ottobre 2006.
Trish chiuse la carriera a Toronto, davanti ai propri fan, vinse il titolo femminile per la settima volta sconfiggendo Lita, chiudendo l'incontro con la Sharpshooter, la mossa finale di Bret Hart. La conquista del settimo titolo da parte di Trish rappresenta un record: nessuna lottatrice prima di lei è mai riuscita a conquistare un così alto numero di titoli femminili.

#### Apparizioni sporadiche e WWE Hall of Famer (2007–2019)

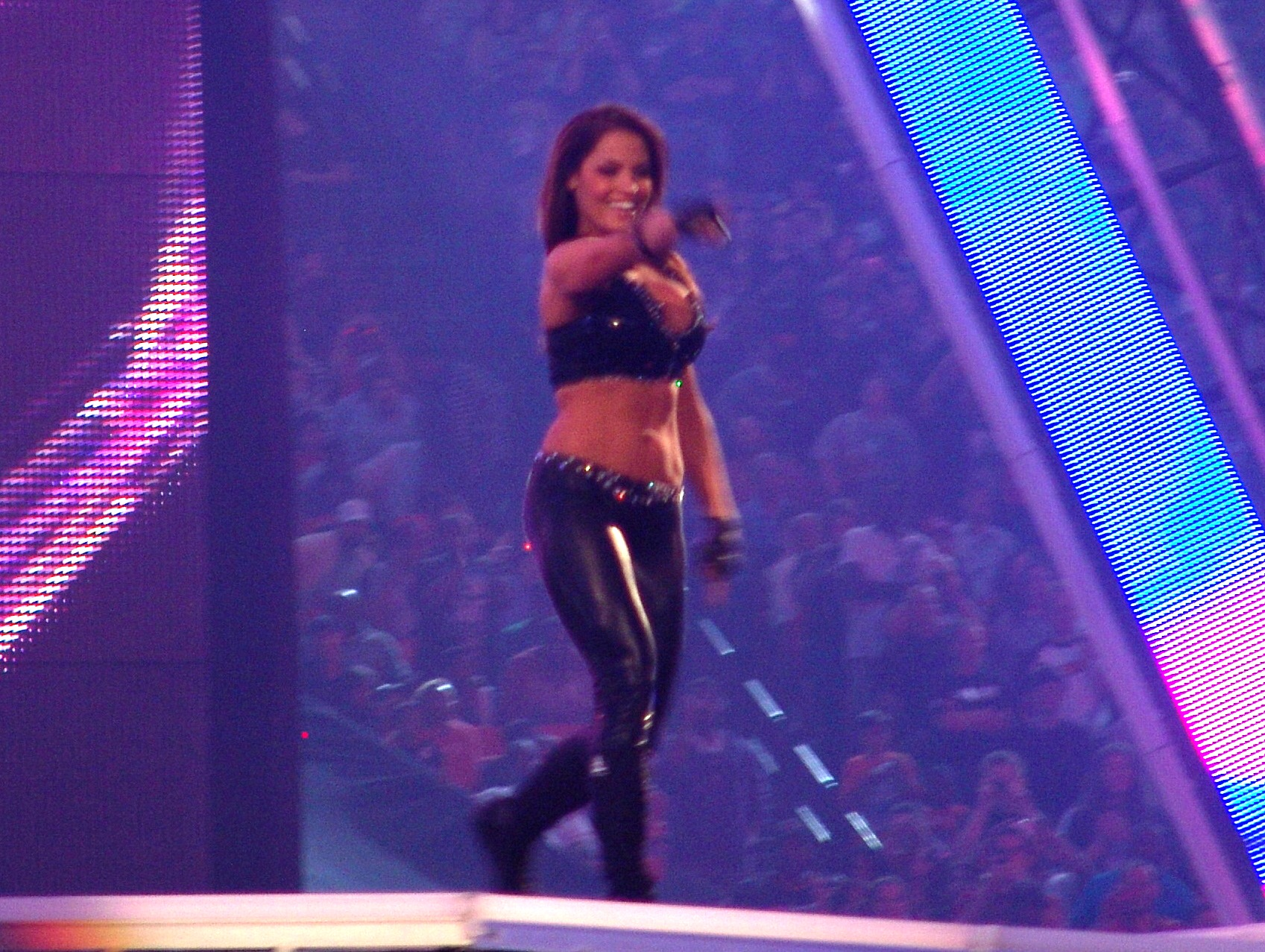
Trish Stratus mentre fa il suo ingresso a WrestleMania XXVII

Il 10 dicembre 2007, in occasione del quindicesimo anniversario di RAW, Trish e Lita presero parte alla puntata speciale dello show; dopo aver attaccato Jillian Hall, le due si abbracciarono.
Il 5 maggio 2008, durante la puntata di Raw svoltasi a Toronto, fece una breve apparizione in un promo nel backstage, interagendo con Trevor Murdoc e Ron Simmons, il quale chiuse il segmento con il suo classico "DAMN!". Il 22 dicembre 2008 a Raw, è ritornata in coppia con John Cena sconfiggendo i Glamarella.
Nel settembre 2009 tornò a Raw in veste di Guest Host e annunciò un hell in a cell Match tra John Cena e Randy Orton che si sarebbe tenuto nell'omonimo pay-per-view. Fece anche un match nella stessa serata schienando Beth Phoenix in un mixed tag team match.
A Elimination Chamber 2011 ritorna come ospite, salvando Kelly Kelly dalle LayCool. A Wrestlemania XXVII affronta le LayCool e Dolph Ziggler insieme a Snooki e John Morrison in un mixed tag team match vincendo. Nella millesima puntata di Raw appare in un segmento con Triple H e la DX.
(Trish Stratus nel suo discorso di introduzione nella WWE Hall of Fame)

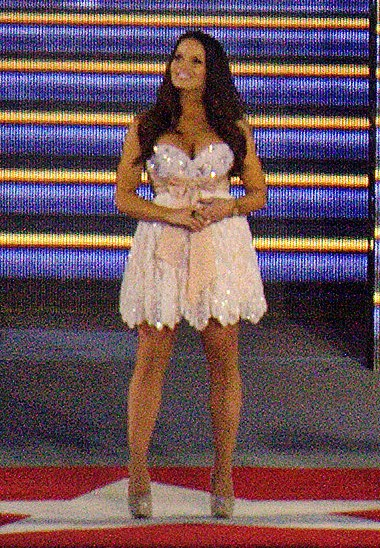
Trish Stratus sul palco di WrestleMania 29 durante la presentazione degli introdotti nel 2013 nella WWE Hall of Fame

Nella puntata di Raw del 28 gennaio 2013, viene annunciata la sua introduzione nella WWE Hall of Fame. La cerimonia si è tenuta a New York il 6 aprile ed è stata introdotta da Stephanie McMahon.
Dopo aver fatto una breve apparizione nella puntata speciale di Raw 25th Anniversary, il 28 gennaio, ha partecipato al primo Royal Rumble match femminile, venendo però eliminata da Sasha Banks. Torna in WWE il 28 ottobre, partecipando al primo PPV tutto al femminile chiamato Evolution, in un tag team match in coppia con Lita vinto contro Mickie James e Alicia Fox.
Il 30 luglio 2019, è tornata sul ring di SmackDown dove viene coinvolta in un segmento con Charlotte Flair che le ha lanciato una sfida per SummerSlam. Nella puntata di Raw del 5 agosto, è ritornata sul ring in un match insieme a Natalya contro Charlotte Flair e Becky Lynch, perdendo per squalifica. L'11 agosto, a SummerSlam, è stata sconfitta da Flair e successivamente annuncia il suo ritiro definitivo dal mondo del wrestling.

#### Ritorno aRaw(2023)
Tornò nella puntata di Raw del 27 febbraio 2023 aiutando Becky Lynch e Lita a sconfiggere Dakota Kai e Iyo Sky conquistando il Women's Tag Team Championship. Il 1º aprile, a WrestleMania 39, Becky, Lita e Trish sconfissero le Damage CTRL (Bayley, Iyo Sky e Dakota Kai). Il 10 aprile, a Raw, prese il posto dell'indisponibile Lita per difendere il Women's Tag Team Championship con Becky ma le due vennero sconfitte da Liv Morgan e Raquel Rodriguez, perdendo le cinture; al termine dell'incontro, frustrata, effettuò un turn heel attaccando Lynch.
Il 1º maggio 2023, per effetto del Draft, venne ufficialmente assegnata al roster di Raw. Il 27 maggio, a Night of Champions, sconfisse Lynch grazie all'aiuto di Zoey Stark. Il 19 giugno, a Raw, vinse per squalifica contro Raquel Rodriguez a causa dell'intervento di Becky Lynch, e si qualificò per il Women's Money in the Bank Ladder match.Il 1º luglio, a Money in the Bank, partecipò all'omonimo incontro femminile che comprendeva anche Bayley, Becky Lynch, Iyo Sky, Zelina Vega e Zoey Stark ma il match venne vinto da Sky. La faida con Lynch terminò il 2 settembre, a Payback, dove venne sconfitta in uno steel cage match; al termine dell'incontro, dopo aver spintonato Zoey Stark, quest'ultima la mise KO con la sua mossa finale.

## Lita, la storica rivale
(Trish Stratus alla domanda su chi fosse il suo miglior avversario)

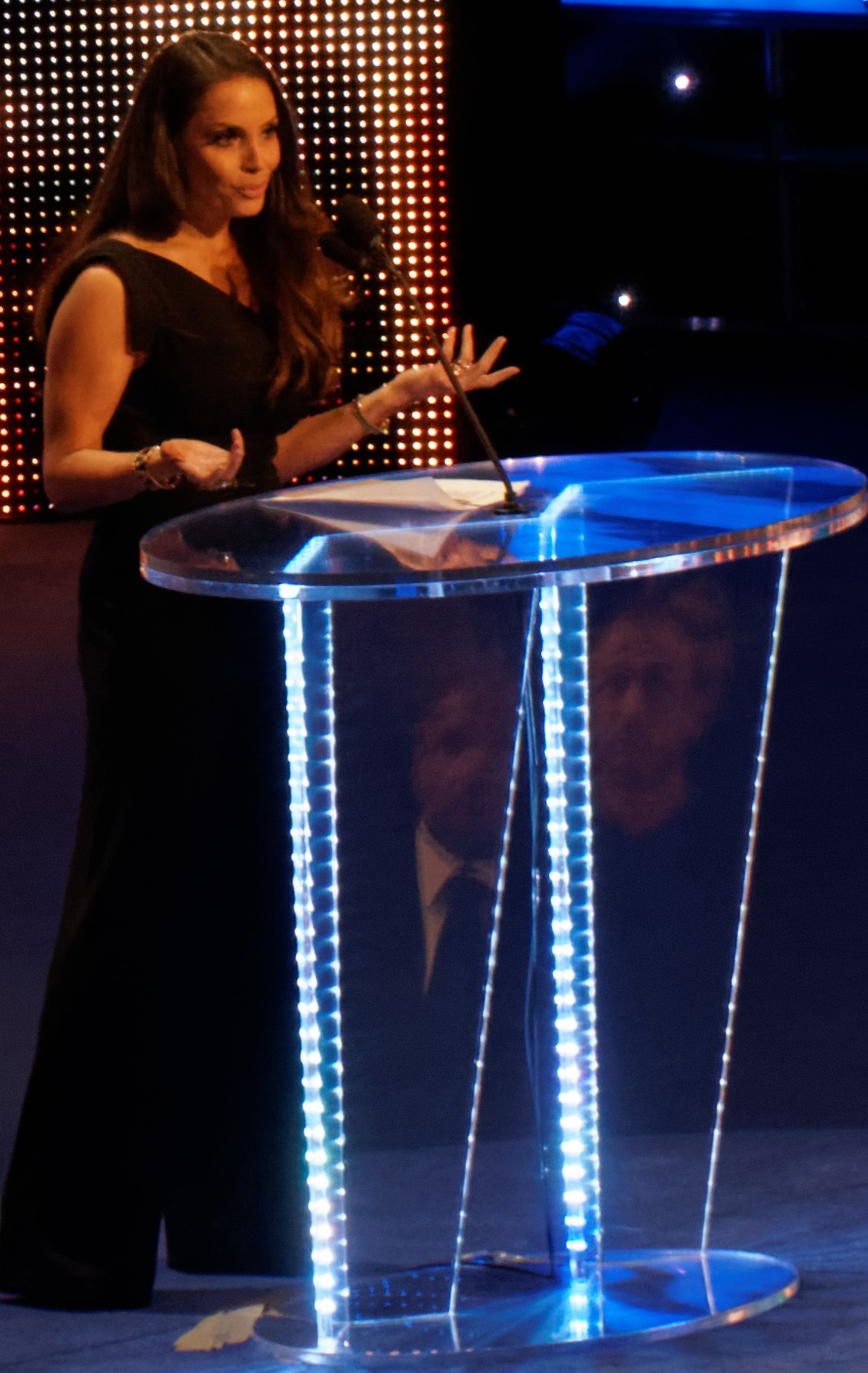
Trish Stratus mentre introduce Lita durante la cerimonia della WWE Hall of Fame 2014.

Nella carriera della Stratus vi è la presenza della storica rivalità contraccambiata con Lita. La Dumas, infatti, è presente nel match d'esordio della Stratus e anche nell'ultimo della sua carriera. Le due hanno avuto rivalità nel 2000, dal 2004 al 2005 e l'hanno ripresa nel 2006 fino al ritiro della Stratus riuscendo a conquistare il pubblico con le loro doti atletiche e le loro capacità di intrattenimento. Gli appassionati considerano Trish e Lita come due tra le migliori divas di sempre.
Il 5 aprile 2014, Trish Stratus introduce la rivale Lita nella WWE Hall of Fame.
Alla rivalità è stato dedicato un intero documentario distribuito dalla WWE Home video intitolato "Trish & Lita - Best Friends, Better Rivals" annunciato il 4 febbraio 2019 e uscito per il mercato home video il 10 giugno 2019 nel Regno Unito e il giorno successivo nel resto del mondo.

## Personaggio

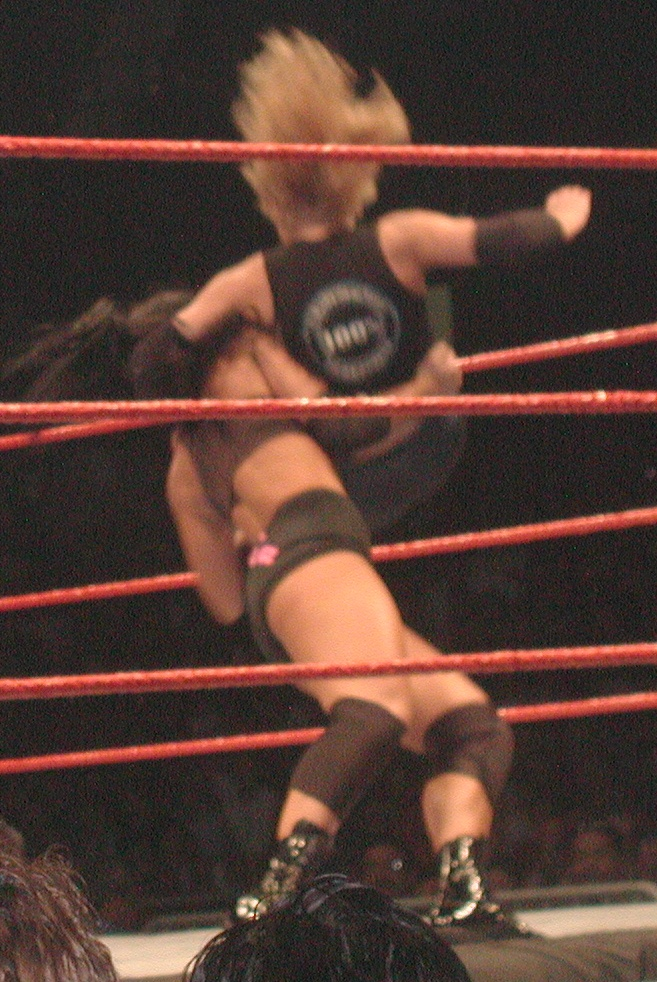
Stratus esegue la Stratusfaction su Victoria

### Mosse finali
- Chick Kick[2] (Roundhouse Kick)– 2003–2006
- Stratusfaction[2] (Springboard bulldog) – 2001–2006

### Wrestler assistiti
- Albert[33]
- Carlito[33]
- Christian[33]
- Test[33]
- Tyson Tomko[33]
- Val Venis[33]

### Soprannomi
- "The Quintessential WWE Diva"
- "The Queen of Queens"
- "Canada's Greatest Export"

## Titoli e riconoscimenti
- Cauliflower Alley Club
  - Iron Mike Mazurki Award (2016)
- Fighting Spirit Magazine
  - Double X Award (2006)
  - Three Degrees Award (2006)
- Ontario Sports Hall of Fame

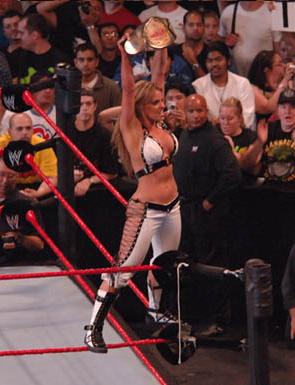
Trish Stratus con il WWE Women's Championship, titolo che ha vinto sette volte

  - Sandy Hawley Community Service Award (2017)
- Pro Wrestling Illustrated
  - Woman of the Year (2002, 2003, 2005, 2006)
  - Woman of the Decade (2000–2009)
- World Wrestling Federation/Entertainment
  - WWF/E Women's Championship (7)[34][35]
  - WWE Hardcore Championship (1)[35]
  - WWE Hall of Fame (classe del 2013)[2]
- Wrestling Observer Newsletter
  - Worst Worked Match of the Year (2002) - con Bradshaw contro Christopher Nowinski e Jackie Gayda il 7 luglio 2002

## Oltre il wrestling
Stratus è apparsa due volte su Mad TV ed in varie commedie in Canada.
Ha registrato una canzone intitolata I Just Want You nella compilation WWE Originals.

### Come attrice
Dopo aver interpretato piccoli ruoli nei film Il monaco (2003) e The Butterfly Effect (2004), nel 2011 la Stratigias ricopre il ruolo della cacciatrice di taglie Jules Taylor come protagonista del film indipendente canadese Bail Enforcers. Il film è uscito su DVD con il titolo di Bounty Hunters. Nel 2015 recita in Gridlocked. Ha inoltre partecipato al documentario WWE Divas: Desert Heat (2003)

## Nei videogiochi
- WWF No Mercy
- WWF SmackDown! 2: Know Your Role
- WWF SmackDown! Just Bring It
- WWF RAW
- WWE WrestleMania X8
- WWE SmackDown! Shut Your Mouth
- WWE Crush Hour
- WWE WrestleMania XIX
- WWE Raw 2
- WWE SmackDown! Here Comes the Pain
- WWE Day of Reckoning
- WWE SmackDown! vs. Raw
- WWE WrestleMania 21
- WWE Day of Reckoning 2
- WWE SmackDown! vs. Raw 2006
- WWE SmackDown vs. Raw 2007
- WWE SmackDown vs. Raw 2010
- WWE '12
- WWE '13
- WWE SuperCard
- WWE 2K16
- WWE 2K17
- WWE 2K18
- WWE 2K19
- WWE 2K20
- WWE 2K Battlegrounds
- WWE 2K22
- WWE 2K23
- WWE 2K24
- WWE 2K25